# Partito Democratico degli Albanesi
Il Partito Democratico degli Albanesi (in albanese Partia Demokratike Shqiptare; in macedone Демократска партија на Албанците?, Demokratska Partija na Albancite) è un partito politico della Macedonia del Nord, fondato nel 1997.
Il partito, affermatosi per tutelare la minoranza albanese presente nel Paese, è guidato da Menduh Thaçi.

## Risultati elettorali
| Elezione          | Voti   | %    | Seggi    |
| ----------------- | ------ | ---- | -------- |
| Parlamentari 2002 | 64.015 | 5,35 | 7 / 120  |
| Parlamentari 2006 | 70.317 | 7,50 | 11 / 120 |
| Parlamentari 2008 | 83.678 | 8,48 | 11 / 120 |
| Parlamentari 2011 | 66.315 | 5,90 | 8 / 123  |
| Parlamentari 2014 | 66.393 | 6,13 | 7 / 123  |
| Parlamentari 2016 | 30.964 | 2,68 | 2 / 122  |
| Parlamentari 2020 | 13.930 | 1,53 | 1 / 120  |